# Горлянка м'яка
{{#ifeq:0|0|{{#if:Ajuga mollis|{{#if:|[[]}}|[[]]}}}}
Горлянка м'яка (Ajuga mollis) — вид квіткових рослин родини глухокропивових (Lamiaceae).

## Біоморфологічна характеристика
Це багаторічна рослина 10–20 см, дуже густо запушена м'якими довгими членистими волосками зі значною домішкою коротких простих волосків. Чашечка запушена по всій поверхні.

## Поширення
Ендемік, Криму.
В Україні вид зростає на степових схилах, вапняках — гірський Крим (сх. ч.).